# City of Hanford
City of Hanford, informalment Hanford, és una ciutat al comtat de Kings (Califòrnia), amb 53.266 habitants al cens del 2010. Hanford està agermanada amb la localitat japonesa de Setana.

## Demografia
Segons el cens del 2000, Hanford tenia 41.686 habitants, 13.931 habitatges, i 10.378 famílies. La densitat de població era de 1.229,6 habitants/km².
Dels 13.931 habitatges en un 42,3% hi vivien nens de menys de 18 anys, en un 53,9% hi vivien parelles casades, en un 15,4% dones solteres, i en un 25,5% no eren unitats familiars. En el 20,6% dels habitatges hi vivien persones soles el 8,7% de les quals corresponia a persones de 65 anys o més que vivien soles. El nombre mitjà de persones vivint en cada habitatge era de 2,93 i el nombre mitjà de persones que vivien en cada família era de 3,39.
Per edats la població es repartia de la següent manera: un 31,6% tenia menys de 18 anys, un 9,8% entre 18 i 24, un 29,6% entre 25 i 44, un 18,6% de 45 a 60 i un 10,3% 65 anys o més.
L'edat mediana era de 31 anys. Per cada 100 dones de 18 o més anys hi havia 92,3 homes.
La renda mediana per habitatge era de 37.582 $ i la renda mediana per família de 41.395 $. Els homes tenien una renda mediana de 37.120 $ mentre que les dones 25.971 $. La renda per capita de la població era de 17.504 $. Entorn del 14,2% de les famílies i el 17,3% de la població estaven per davall del llindar de pobresa.

## Poblacions properes
El següent diagrama mostra les poblacions més properes.